# Mordfall Martina Posch
Der Mordfall Martina Posch ist ein ungeklärtes Gewaltverbrechen, das sich am 12. November 1986 in Oberösterreich ereignete. Der Fall zählt zu den bekanntesten und aufsehenerregendsten der österreichischen Kriminalgeschichte.

## Hergang
Die 17-jährige Martina Claudia Posch wohnte im Haus ihrer Mutter in Vöcklabruck und absolvierte seit einem Jahr eine Lehre als Bürokauffrau bei einer Baufirma im nur fünf Kilometer entfernten Attnang-Puchheim. Um dort hinzugelangen, benutzte sie üblicherweise den Bus, der um 6:45 Uhr von einer nahegelegenen Parallelstraße aus abfuhr.
Am Mittwoch, den 12. November 1986 verließ Martina Posch gegen 6:40 Uhr wie üblich das Haus, um zur Bushaltestelle zu gelangen. Als sie gegen 17 Uhr nicht zu einem vereinbarten Treffen mit ihrem Freund erschienen war, rief dieser bei Martinas Mutter an, die der Meinung war, ihre Tochter sei bereits bei ihrem Freund. Bei der Rücksprache mit dem Vorgesetzten ihrer Tochter erfuhr sie, dass Martina an diesem Tag nicht zur Arbeit erschienen war. Die alarmierte Gendarmerie konnte durch Zeugenaussagen feststellen, dass sich Martina Posch an jenem Morgen auch nicht im Bus befunden hatte. Intensive Suchaktionen von Bekannten, Verwandten und der Gendarmerie blieben erfolglos.
Am 22. November 1986 fanden zwei Sporttaucher am seichten Ufer der Kienbergwand am Südufer des Mondsees Martina Poschs Leiche, eingewickelt in zwei olivgrüne Planen. Die gerichtsmedizinische Untersuchung ergab, dass sie spätestens zwei Stunden nach Verlassen ihres Elternhauses durch Erwürgen getötet worden war. Zudem wurde durch den Leichenzustand festgestellt, dass sie sich zwischen der Tötung und dem Ablegen am See einige Tage in einer kühlen Umgebung befunden haben musste.

## Ermittlungen
Durch ihre Fahrkartenabrechnungen bei ihrer Arbeitsstelle und durch Zeugenaussagen von Freundinnen ergab sich die Tatsache, dass Martina Posch seit September 1985 in unregelmäßigen Abständen von einem Mann mit dem Auto zur Arbeit gebracht und wieder nach Hause gefahren wurde. Die Identität dieses Mannes konnte jedoch nie festgestellt werden. Trotz mehr als 2000 Verhören und Befragungen, der Überprüfung von mehr als 500 Alibis sowie der Ausstrahlung des rekonstruierten Mordfalles in der Sendung Aktenzeichen XY … ungelöst konnten keine weiteren Hinweise auf einen Täter erhalten werden. Ebenfalls unbekannt blieben der Tatort sowie der Zwischenablageort der Leiche, bei dem es sich anhand gesicherter Spuren wahrscheinlich um eine Scheune gehandelt hat.
Größte Hoffnung stützten die Beamten auf die fehlerhaft hergestellte Plane, in die Martina Posch eingewickelt gewesen war. Diese wurden ausschließlich in Lenzing produziert und solche, die wegen eines Gewebefehlers ausgesondert worden waren, vergünstigt an werksinterne Personen abgegeben. Die Beamten überprüften erfolglos sämtliche Mitarbeiter des Werks und stellten Beispielplanen in Geschäften und Banken der Umgebung aus.
Im Laufe der folgenden Jahre und Jahrzehnte verschwanden ein Pullover, der an der Leiche sichergestellt worden war, und die beiden Planenteile, in die Martina Posch eingewickelt gewesen war. Nachforschungen über den Verbleib dieser Gegenstände blieben erfolglos. Das Landesgericht Wels beklagte zudem, dass es selbst auf mehrmalige Anforderung hin nie die vollständigen Akten, Niederschriften und Beweismittel zu dem Mordfall erhalten habe. Damals wurden auch noch keine DNA-Spuren gesichert, wie es bei aktuellen Mordfällen zum Standard-Prozedere gehört. Der Versuch einer nachträglichen DNA-Sicherung an den noch vorhandenen Beweisstücken blieb lange erfolglos. Dies erwies sich als besonderer Rückschlag, da es nun nach über 25 Jahren und ohne DNA-Vergleich nahezu nicht mehr möglich war, einen leugnenden Verdächtigen zu überführen. Am 9. Februar 2013 meldeten die Oberösterreichischen Nachrichten und ebenso die Salzburger Nachrichten, dass es den Sicherheitsbehörden gelungen sei, unter den Fingernägeln des Mordopfers DNA-Spuren zu isolieren, von denen sich die Ermittler sicher seien, dass sie vom Täter stammen. Zehn Verdächtige konnten dadurch bereits als nicht mehr verdächtig eingestuft werden.
Manfred Schmidbauer, der ehemalige Chefermittler und letzte Landesgendarmeriekommandant von Oberösterreich, befasst sich weiterhin mit dem Delikt („Dieser Fall hat mich bis heute nicht in Ruhe gelassen“... „Der Mörder von Martina Posch soll nicht ruhig schlafen können“). Von 179 Tötungsdelikten, in denen er ermittelte, ist der Mordfall Martina Posch der einzige, der unaufgeklärt blieb. Er unterstützte auch den Journalisten Norbert Blaichinger bei dessen 2011 erschienenen Buch „Mysteriöse Kriminalfälle in Österreich“, dessen größtes Kapitel sich dem Mordfall Martina Posch widmet.
Die Tötung von Martina Posch ist der bisher am längsten ungeklärt gebliebene Mordfall in Oberösterreich. Nach wie vor arbeiten Beamte an diesem und weiteren ungelösten Fällen in dem Bundesland. Laut Christian Peter, Leiter der Mordgruppe im Landeskriminalamt OÖ, wäre ein solch lange zurückliegender Fall beispielsweise durch neue Ermittlungsmethoden und wissenschaftliche Erkenntnisse sowie operative Fallanalysen zu lösen, wobei die Schwierigkeiten bei den Zeugenaussagen und Alibiüberprüfungen lägen.
2021 wurde der Mordfall in der ATV-Reportage Ungelöst - Cold Case Austria behandelt.

## Hauptverdächtige
Als einer der Verdächtigen zählte Konrad K. aus dem oberösterreichischen Leonding, der wegen Vergewaltigung von vier Mädchen 1991 verurteilt wurde. Es konnte ermittelt werden, dass er sich rund 20 Minuten nach dem Mord im nur 12 km entfernten Laakirchen aufhielt. Die Ermittler befragten ihn mehrmals zu dem Fall, doch K. stritt die Tat vehement ab.
Ein weiterer Verdächtiger wurde Wolfgang Ott, der zwei Frauen an Ufern von Gewässern in der Steiermark ermordet hatte und 1995 nahe dem Attersee in Oberösterreich verhaftet wurde. Auch Ott leugnete das Verbrechen. Auch Friederike Blümelhuber, eine in Österreich führende Kriminaltechnikerin, glaubt nicht an seine Täterschaft.
Internationale Aufmerksamkeit erlangte der Mordfall nach der Festnahme des Sexualstraftäters Josef Fritzl im Jahr 2008, der seine Tochter rund 24 Jahre in einer Kellerwohnung gefangengehalten und mit ihr sieben Kinder gezeugt hatte. Fritzl betrieb zur Tatzeit gemeinsam mit seiner Frau die gegenüber der Leichenfundstelle gelegene Pension „Zum Seestern“. Martina Posch soll zudem seiner Tochter sehr ähnlich gesehen haben.